# KEO
O satélite KEO deveria ter sido lançado em 2003, devendo retornar à Terra dentro de 50 000 anos. Transportará mensagens dos actuais cidadãos da Terra para a humanidade que possa habitar este planeta daqui a 500 séculos.
Este projeto é apoiado pela UNESCO, Hutchison Whampoa e a Agência Espacial Europeia, entre outras instituições. O seu nome representa os 3 sons mais frequentemente usados em comum entre os idiomas mais extensamente falados, K, E e O.
Existe uma imensa campanha para que todos os habitantes do nosso planeta mandem uma mensagem para o KEO segundo o site oficial do KEO (www.keo.org) a data para mandar sua mensagem termina provavelmente esse ano. 

## As mensagens pessoais
Cada pessoa é convidada a contribuir com a cápsula do tempo. O prazo de contribuição era originalmente de 31 de dezembro de 2009, mas a partir de 2011 ,foi estendido para 2013.As mensagens podem ser postadas através do site ou enviados pelo correio do projeto.Os organizadores incentivam todo mundo para recolher mensagens de crianças, idosos e  analfabetos, de modo que cada cultura e demografia da Terra seja representada. A organização diz: "Todas as mensagens recebidas, sem sofrerem qualquer censura, serão embarcadas a bordo do KEO." O satélite tem capacidade suficiente para levar uma mensagem de quatro páginas de cada um dos mais de seis bilhões (a partir do prazo original de 2009) habitantes do planeta. Uma vez que o satélite é lançado, as mensagens serão disponibilizados gratuitamente na web.

## Outros conteúdos
KEO, uma cápsula do tempo espacial, também vai levar um diamante que encerra uma gota de sangue humano escolhido aleatoriamente e amostras de ar , água do mar , e terra . O DNA do genoma humano será gravado em uma das facetas do diamante. O satélite também vai levar um relógio astronômico que mostra as taxas de rotação atuais de vários pulsares , fotografias de pessoas de todas as culturas , e "a Biblioteca de Alexandria contemporânea", um compêndio enciclopédico do conhecimento humano atual.

## Aspectos técnicos
As mensagens e a biblioteca serão codificados em placas resistentes à radiação feitos de vidro e DVDs . Instruções simbólicas em vários formatos mostrarão aos futuros descobridores como construir um leitor de DVD.
O satélite em si é uma esfera oca de 80 centímetros de diâmetro. A esfera é gravada com um mapa da Terra e rodeada por uma camada de alumínio, uma camada térmica e várias camadas de titânio e outros materiais pesados entrelaçadas com vácuo.A esfera é resistente à radiação cósmica , a re-entrada,impactos de lixo espacial,etc.Para os seus primeiros anos em órbita, KEO vai ostentar um par de asas de 10 metros de diâmetro, que vai ajudar a ser visto da Terra.À medida que o satélite entra na atmosfera , a camada térmica irá produzir uma aurora artificial para dar um sinal da reentrada do satélite.O satélite passivo não vai levar qualquer comunicação ou sistemas de propulsão. Ele será lançado por um foguete Ariane 5 em uma órbita 1.800 km de altura, uma altitude que vai trazê-lo de volta à Terra em 500 séculos, a mesma quantidade de tempo que decorreu desde que os primeiros humanos começaram a desenhar nas paredes das cavernas.

## História do Projeto
A KEO projeto foi concebida em 1994 pelo artista-cientista francês Jean-Marc Philippe , um dos pioneiros da arte no espaço.As mensagens começaram a ser recolhidas, e uma data de lançamento inicial foi marcada para 2001.A demonstração de viabilidade técnica e outros atrasos mudaram a data de lançamento para 2014.

## Projetos semelhantes
Várias naves espaciais anteriores possuíam cápsulas do tempo para os seres humanos (ou estrangeiros) em um futuro distante. Parte do módulo lunar Apollo 11 , na lua, inclui uma placa mostrando o arranjo dos continentes da Terra em 1969. O satélite LAGEOS (que irá re-entrar na atmosfera em 8,4 milhões de anos) contém uma placa mostrando a posição dos continentes da Terra no passado, presente e futuro.Pioneer 10 e Pioneer 11 contêm placas que dão informações pictóricas sobre seu tempo e lugar de origem.As mais famosas, as duas espaçonaves Voyager contém um disco de ouro que contém imagens e sons da Terra, junto com as direções simbólicas para dar o registro e os dados que detalham a localização da Terra. Os Pioneers e Voyagers já deixaram o sistema solar para o espaço interestelar. Em 2004, a Fundação Long Now produziu um disco de níquel com textos paralelos em mais de mil línguas, que foi lançado a bordo da Rosetta.

## Cultura Popular
- No epísodio 13 da série Life After People,"Cripta da Civilização" menciona KEO como uma das últimas cápsulas do tempo no universo.